# 张丰霖
張豐霖（英語：Teo Hong Lim，1966年—），出生於新加坡，現任樂斯太平洋控股有限公司董事長及首席執行官，也是創辦人張國良第四兒子。

## 生平
他在1989年畢業於南洋理工大學（新加坡國立大學旗下）會計系，之後在星展銀行助理庫務工作，由1990年至1993年為止，1993年，正式加入父親創立的樂斯太平洋控股有限公司至今。包括著名傑作為豪华美居乐斯酒店、位於于珊路的The Marque@Irrawaddy、诺维娜、马里士他等地皮。

## 連結
- 乐斯太平洋控股被誉为“加东大王”是美丽误会 聯合早報網 （页面存档备份，存于）